# Wertheimer Elemér
Wertheimer Elemér (Budapest, 1888. október 6. – New York, 1967. március 22.) színigazgató, színházi vállalkozó.

## Családja
Apja Wertheimer Lajos (1860–1943) kereskedőként kezdte pályafutását, majd kávés lett. 1886-ban nyitotta meg első orfeumát az Új vásártéren (ma II. János Pál pápa tér). 1906-ban társult Steinhardt Gézával, és vele közösen a Rákóczi úti Nemzetközi Orfeumot igazgatta. 1912-ben megvette a Szerecsen (ma Paulay Ede) utcai Palais de Dance épületét, amely ettől kezdve Kristálypalota néven működött. A józsefvárosi közélet és a Pesti Chevra Kadisa tagja volt. Anyja Ringer Ottilia (1862–1942). Nagyapja Ringer Jakab vendéglős volt, majd a Király-fürdő és a Római fürdő tulajdonosa.
Házastársa Gorillovics Zsófia Janka (1888–1975) volt, akit 1926. február 10-én Budapesten, a Terézvárosban vett nőül.

## Élete
Iskoláit szülővárosában végezte. 1912-ben átvette apjától a Kristálypalota vezetését, amelyet 1919-ben átalakított Revü Színházzá. 1922. július 1-től a margitszigeti Szigeti Színpad, 1923-ban az Apolló Kabaré igazgatója volt. 1925. szeptember 15-én kibérelte az Andrássy úti Színházat. 1911 és 1941 között az intézményeket a Wertheimer Orfeum Részvénytársaság nevű vállalkozás keretében működtette, melyet testvéreivel (Wertheimer Alajos, Aladár, Károly) közösen alapított meg. 1929-ben Marton Sándorral, Heltai Jenővel és Bródy Pállal együtt a Belvárosi Színházat bérelte, 1932-ben pedig a trió megvette a Magyar Színházat, amelyet 1938-ig Wertheimer Elemér és Bródy Pál az Andrássy úti és az Andrássy Színházzal együtt közösen vezetett. 1943-ig megtarthatta igazgatósági tagságát, azonban ez egy évvel később (1944 áprilisában) megszűnt, ahogy zsidó származása miatt a Színészkamara igazgatósági névsorából is törölték. A második világháború után a Színházberendezési Kft. ügyvezetője volt. A korábban általa irányított színházak feletti rendelkezést nem sikerült visszaszereznie. Az 1950-es években feleségével az Egyesült Államokban élő lányukhoz költöztek. Az 1960-as évek elején lehetőséget kapott arra, hogy megrendezze Molnár Ferenc három egyfelvonásos darabját a Broadway egyik színházában.